# Cassine brachycremastra
Cassine brachycremastra là một loài thực vật có hoa trong họ Dây gối. Loài này được (Guillaumin) I.H.Müll. mô tả khoa học đầu tiên năm 1996.